# 富岩镇
富岩镇（佤语：hou ya:1115），是中华人民共和国云南省普洱市孟连傣族拉祜族佤族自治县下辖的一个乡镇级行政单位。
2012年12月28日，云南省人民政府批复同意撤销富岩乡，设立富岩镇。

## 行政区划
富岩镇下辖以下地区：
信岗村、英沟村、大曼糯村、等嘎拉村和芒冒村。